# Larry Moore
Lawrence Moore, detto Larry (South Bend, 10 luglio 1942 – Mountain Iron, 12 marzo 2016), è stato un cestista statunitense, professionista nella ABA.